# ألفرد غابي
ألفرد غابي (بالإنجليزية: Alfred Gaby)‏ هو عسكري أسترالي، ولد في 25 يناير 1892 في Ringarooma ‏ في أستراليا، وتوفي في 11 أغسطس 1918 في Villers-Bretonneux ‏ في فرنسا.